# جون تاناكا (شاعر)
جون تاناكا (باليابانية: 田中純) (1890، هيروشيما في اليابان - 1966)؛ شاعر وروائي ياباني.